# Малко-Шарково
Малко-Шарково (болг. Малко Шарково) — село в Болгарии. Находится в Ямболской области, входит в общину Болярово. Население составляет 221 человек.

## Политическая ситуация
В местном кметстве Малко-Шарково, в состав которого входит Малко-Шарково, должность кмета (старосты) исполняет Тодорка Димитрова Метаксова (Болгарская социалистическая партия (БСП)) по результатам выборов правления кметства.
Кмет (мэр) общины Болярово — Христо Димитров Христов (Болгарская социалистическая партия (БСП)) по результатам выборов в правление общины.